# Conus mitratus
Espèce
Statut de conservation UICN

 LC  : Préoccupation mineure
Conus mitratus est une espèce de mollusques gastéropodes marins de la famille des Conidae.
Comme toutes les espèces du genre Conus, ces escargots sont prédateurs et venimeux. Ils sont capables de « piquer » les humains et doivent donc être manipulés avec précaution, voire pas du tout.

## Description
La taille de la coquille varie entre 18 mm et 50 mm. La coquille est couverte de stries granulées tournantes. Sa couleur est blanche, cernée près de l'épaule, au milieu et à la base par de grandes maculations marron, formant trois bandes interrompues. La spire est maculée de brun. 

## Distribution
Cette espèce marine est présente dans tout l'Indo-Pacifique tropical (pas en mer Rouge, ni à Hawaï) ; au large de l'Australie (Queensland).

### Niveau de risque d’extinction de l’espèce
Selon l'analyse de l'UICN réalisée en 2011 pour la définition du niveau de risque d'extinction, cette espèce est largement distribuée dans l'Indo-Pacifique à l'exception d'Hawaï et de la Mer Rouge. On la trouve depuis le cap de Guardafui sur la côte orientale de la Somalie au Nord jusqu'au Mozambique au Sud, en passant par la Polynésie française et les îles environnantes à l'Est. Il est peu commun dans les eaux peu profondes et profondes. Il n'y a pas de menaces majeures connues pour cette espèce. Cette espèce est classée dans la catégorie "préoccupation mineure".

## Taxonomie

### Publication originale
L'espèce Conus mitratus a été décrite pour la première fois en 1792 par le conchyliologiste danois Christian Hee Hwass dans « Encyclopédie méthodique ou par ordre de matières Histoire naturelle des vers - volume 1 » écrite par le naturaliste français Jean-Guillaume Bruguière (1750-1798),.

### Synonymes
- Conus (Turriconus) mitratus Hwass, 1792 · non accepté
- Conus mitraeformis G. B. Sowerby II, 1870 · non accepté
- Conus mitraeformis  var. pupaeformis G. B. Sowerby II, 1870 · non accepté
- Hermes mitratus (Hwass, 1792) · non accepté
- Leporiconus mitratus (Hwass, 1792) · non accepté
- Mitraconus mitratus (Hwass, 1792) · non accepté
- Turriconus (Mitraconus) mitratus (Hwass, 1792) · non accepté